# Dysschema sylvia
Dysschema sylvia là một loài bướm đêm thuộc phân họ Arctiinae, họ Erebidae.